# زالتسفيدل
زالتسفيدل (بالألمانية: Salzwedel) هي بلدة ألمانية تقع في ألمانيا في ساكسونيا أنهالت. يقدر عدد سكانها بـ 24,774 نسمة .

## المدن التوأمة
مدن فيزل و سان فيتو دي نورماني هي مدن توأمة لـزالتسودل.

## أعلام
- أندي بوهمه
- جيني فون ويستفالين
- هاينز بيلينغ
- كريستوف ألبرشت
- كلاوس ديكر